# Calystegia stebbinsii
Calystegia stebbinsii ist eine Pflanzenart aus der Gattung der Zaunwinden (Calystegia) aus der Familie der Windengewächse (Convolvulaceae). Die Art ist in Kalifornien endemisch verbreitet.

## Beschreibung
Calystegia stebbinsii ist eine ausdauernde Pflanze, die ein Rhizom oder einen kaum verholzenden Caudex als Überdauerungsorgan. Die Äste sind kriechend bis kletternd und werden bis zu 1 m lang. Die Laubblätter sind sieben- bis neunmal tief (7 bis 55 mm) handflächenartig gelappt. Die Lappen sind linealisch, der Mittellappen ist der längste, die Blattränder sind meist untergerollt.
Die Blütenstandsstiele sind meist 3 bis 13 cm lang und stehen damit weit über die begleitenden Laubblätter hinaus. Die Vorblätter sind bis zu 1,8 cm lang und ähnlich den Laubblättern drei- bis neunmal gelappt. Sie stehen deutlich unterhalb des Kelches und umschließen diesen nicht. Die Kelchblätter sind 7 bis 11 mm lang und meist unbehaart. Die Krone ist creme-gelb und mehr oder weniger pink getönt und 30 bis 35 mm lang.

## Verbreitung
Die Art ist im Norden der Sierra Nevada Foothills endemisch verbreitet und nur aus zwei Populationen bekannt. Sie wächst in Höhenlagen um 300 m im Chaparral.